# Municipio de Valley (condado de Washington)
El municipio de Valley (en inglés: Valley Township) es un municipio ubicado en el condado de Washington en el estado estadounidense de Arkansas. En el año 2010 tenía una población de 1322 habitantes y una densidad poblacional de 16,45 personas por km².

## Geografía
El municipio de Valley se encuentra ubicado en las coordenadas 35°54′3″N 94°15′57″O / 35.90083, -94.26583. Según la Oficina del Censo de los Estados Unidos, el municipio tiene una superficie total de 80.35 km², de la cual 79,93 km² corresponden a tierra firme y (0,52 %) 0,41 km² es agua.

## Demografía
Según el censo de 2010, había 1322 personas residiendo en el municipio de Valley. La densidad de población era de 16,45 hab./km². De los 1322 habitantes, el municipio de Valley estaba compuesto por el 93,87 % blancos, el 0,53 % eran afroamericanos, el 1,97 % eran amerindios, el 0,68 % eran asiáticos, el 0,76 % eran de otras razas y el 2,19 % eran de una mezcla de razas. Del total de la población el 2,04 % eran hispanos o latinos de cualquier raza.